# Axel Scheffler
Axel Scheffler (* 12. prosince 1957 Hamburk) je německý knižní ilustrátor, který je známý především svými obrázky podobnými komiksům, které používá pro dětské knížky, částečně pro The Gruffalo, napsané Julií Donaldsonovou.
Původně pochází z Německa, ale roku 1982 se přesunul do Anglie. Studoval Bath Academy of Art a po dokončení školy v roce 1985 pracoval v reklamě a vydavatelstvích. Nakreslil mnoho různých ilustrací pro autory knížek pro děti ze Spojeného království, Německa a Nizozemska, a to konkrétně, kromě Julie Donaldsonové, pro Paula Shiptona, Davida Henry Wilsona, Uwe Timma, Paula van Loona a Toona Tellegena. Žije v Blackheath, v Londýně.
Vytvořil design pro Vánoční pohledy Gordona Browna z roku 2006.